# Knurrender Zwerggurami
Der Knurrende Zwerggurami (Trichopsis pumila) gehört zur Gattung der Knurrenden Guramis (Trichopsis) und zur Unterordnung der Labyrinthfische. Die Fische kommen im südostasiatischen Raum von Indonesien über Thailand bis nach Laos vor. Sie bewohnen kleine, dicht mit krautigen Pflanzen bewachsene Tümpel und Gräben mit warmem Wasser.

## Beschreibung
Der Knurrende Zwerggurami ist die kleinste Art der Gattung Trichopsis. Er hat im Vergleich mit Trichopsis schalleri zwei weniger dunkle Streifen; diese sind nicht durchgängig. Unter heller Beleuchtung erscheint sein Körper als der glänzendste der drei bislang beschriebenen Arten der Knurrenden Guramis.
Die Färbung variiert individuell enorm. Die beiden horizontalen Streifen bzw. Binden sind immer vorhanden, sie können mehr oder weniger als dunkle Streifen erscheinen oder von einer Punktreihe gebildet werden. Eine davon ist eine Mittelbinde, oberhalb von ihr gibt es eine zweite, meist aus Punkten gebildete Binde. Die Punkte wiederum können rund oder oval sein. Die Punkte sind braunrot, die Schuppen glänzen bei entsprechendem Lichteinfall prächtig smaragdgrün.
Die Flossen weisen rote Ränder sowie eine rote Zeichnung auf. Die Augen sind hellblau und lassen einen roten Rand erscheinen.
Knurrende Zwergguramis werden in der Regel 2,4 bis ca. 3,1 cm lang, eine maximale Länge von 4 cm wird genannt. Im Aquarium können sie ein Alter von etwa sechs Jahren erreichen.

## Geschlechtsunterschiede
Die Geschlechter sind äußerlich nur sehr schwer zu unterscheiden. Praktikabel ist die sogenannte „Durchsicht-Methode“: Im Gegenlicht erscheint der Eingeweidesack der Männchen "am hinteren Ende abgerundet, der der Weibchen wegen der Eierstöcke nach hinten aufsteigend dreieckig." In einer anderen Quelle wird dies bei Gegenlicht als ein schwarzer "Schatten nach dem Magen" beschrieben.

## Verbreitung
Der Knurrende Zwerggurami kommt gemäß der Studie von Bhinyo Panijpain et al. (2015) in einigen Provinzen Thailands vor (Chanthaburi, Pathum Thani, Prachin Buri, Ratchaburi, Rayong, Sa Kaeo, Samut Songkhram) und wurde auch in einer Stadt in Kambodscha und in zwei westlichen Provinzen Kambodschas gefangen (u. a. in Kampong Thom). FishBase gibt zusätzlich auch Laos und Indonesien an.

## Wasserparameter
In FishBase wird ein pH-Wert von 6,0 bis 7,0 genannt, eine °dH von 5 bis 19 und ein Temperaturbereich von 25 °C bis 28 °C. Laut DRTA-Archiv kann die Temperatur zwischen 21° und 29° liegen.

## Nahrung
In der Natur ernährt sich der Knurrende Zwerggurami von Zooplankton und kleinen Wasserinsekten.

## Vermehrung
Beide Geschlechter geben während der Paarungszeit und bei Erregung knurrende Laute von sich. Daher und davon, dass es sich um die kleinste Art der Gattung Trichopsis handelt, leitet sich der deutsche Name der Tiere ab. Die männlichen Tiere bauen ein Schaumnest für den Laich.
Dieses meist walnussgroße Schaumnest wird in Bodennähe gebaut. Das Männchen errichtet es im Aquarium gerne an der Unterseite einer Wasserpflanze, z. B. einer Cryptocoryne. Das Weibchen produziert 100 bis 170 Laichkörner.
Beim Laichen gibt das Weibchen mehrere Eipakete ab, in denen sich jeweils drei bis fünf Eier befinden. Vom Männchen werden die Eipakete ins Nest befördert. Das gesamte Ablaichen dauert zwischen 20 und 60 Minuten. Ist das Laichen beendet, übernimmt das Männchen die Pflege der Eier. Die Larven schlüpfen - je nach Temperatur - nach 22 bis 30 Stunden. Zunächst hängen sie mit ihren am Kopf befindlichen Klebefäden am Ablaichplatz. Nach etwa vier Tagen schwimmen die Jungfische frei. Nach drei Monaten können sie eine Länge von 3 bis 3,5 cm erreicht haben.

## Lautäußerungen
Eine Masterarbeit von Noémie Liesch 2020 ergab, dass Schalldruckpegel bei Männchen einen doppelt so großen Durchmesser als bei Weibchen aufweisen. Bei der Dauer von Lauten und deren Anzahl gab es hingegen keine geschlechtsspezifischen Unterschiede innerhalb einer Auseinandersetzung. "Dafür haben sich die Geschlechter jedoch in allen fünf untersuchten Lautmerkmalen unterschieden. Männliche Laute bestanden aus doppelt so vielen Bursts, welche hauptsächlich aus Doppelimpulsen (um 80 %) bestanden und einer höheren Burstperiode. Des Weiteren waren männliche Laute mit einer Hauptfrequenz um 2090 Hz sowie einem Schalldruckpegel um 114 dB wesentlich tieffrequenter und lauter als die der Weibchen. Im Gegensatz zu früheren Annahmen produzieren rund zwei Drittel der weiblichen Zwergguramis Laute während agonistischen Auseinandersetzungen."

### Begleitende Körperäußerungen
Bei agonistischen Begegnungen wurde bei allen bislang beschriebenen Arten der Knurrenden Guramis ein starkes Schwanzschlagen während des Knurrens nur beim Knurrenden Zwerggurami beobachtet. Bei dieser kleinsten Art traten auch die größten relativen Abstände zwischen kreisenden Gegnern auf. Die Zahl der Angriffe war am geringsten.

## Hybridisierung
Knurrende Zwerguramis können in der Natur mit Trichopsis vitatta hybridisieren. In der Provinz Phetchaburi finden sich nachweislich solche Hybriden. Bei einigen der dort wild gefangenen Fische handelt es sich um Hybride, die aus einer Kreuzung zwischen einem weiblichen Trichopsis vittata und einem männlichen Trichopsis pumila hervorgegangen sind.

## Bedeutung im Zierfischhandel
Der Knurrende Zwerggurami ist laut einer Studie von Norén et al. (2017) die häufigste Art der Gattung Trichopsis im Handel. Dennoch seien verwilderte Populationen bisher nur von den Philippinen berichtet worden.

## Ersteinfuhr
Im Jahre 1913 wurde Trichopsis pumila nach Deutschland eingeführt. Seither fand der Knurrende Zwerggurami jedoch nur wenig Verbreitung. "Die Ursache scheint in der geringen Produktivität und in der mühsamen Aufzucht der Brut zu liegen".

## Haltung

### Wasserparameter
Die Wassertemperatur für Knurrende Guramis sollte gemäß der oben genannten Parameter zwischen 25 °C und 28 °C betragen. Bei der Aquariengröße wird ein Volumen von mindestens 54 bis 55 Litern empfohlen. Der pH-Wert des Wassers sollte leicht sauer bis neutral sein.
Für Nachzuchten kann die Wasserhärte zwischen 3 und 15 dGH liegen, der pH-Wert zwischen 6,5 und 7,5. Wildfänge hingegen sind in der Regel etwas empfindlicher und benötigen weicheres Wasser zwischen 2 und 10° dGH und einen pH-Wert zwischen 5,8 und 7.

### Gruppenhaltung
Wenigstens fünf Tiere sollten zusammen gehalten werden. Diese Gruppenhaltung wird empfohlen, weil sich dadurch eine Sozialstruktur herausbilden kann. Zudem werden dadurch die innerartlichen Aggressionen verteilt. Die als friedlich geltenden, scheuen Fische sollten nicht mit aggressiveren Arten vergesellschaftet werden.

### Vergesellschaftung
Für ein Gesellschaftsaquarium ist der Knurrende Zwerggurami nur bedingt geeignet. Oft verhält er sich dort scheu und ist kaum zu sehen. Am günstigsten ist ein Artbecken, in dem mehrere Exemplare vergesellschaftet sind.
Obwohl klein bleibend sollte die Art nicht mit Zwerggarnelen vergesellschaftet werden, weil die Fische diesen nachstellen und sie, auch wenn sie nicht im Ganzen gefressen werden können, verwunden, so dass die Garnelenpopulation nicht neben den Fischen bestehen würde.

### Aquarienbepflanzung
Verkrautete und durch Schwimmpflanzen abgedunkelte Becken entsprechen in etwa den Bedingungen im Lebensraum und sind empfohlen.

### Aggressivität und Reviergröße
Knurrende Zwergguramis, die ihr Schaumnest verteidigen, sind sehr aggressiv. Das hierbei beanspruchte Revier hat eine Größe von etwa 25 × 25 cm. Innerhalb dieser Grenzen werden auch doppelt so große Fische mit Rammstößen angegriffen.

### Vermehrung im Aquarium
Zur Vermehrung wird bei Knurrenden Zwergguramis weiches Wasser empfohlen, denn viele der Ursprungsgewässer sind typische Rasborenbäche mit weichem Wasser mit einer Leitfähigkeit von ca. 30 – 100 Mikrosiemens und einem pH-Wert von ca. 5,5 bis 6,5. Die Fischlarven sind nach dem Freischwimmen sehr klein. Empfohlen wird daher eine Anfütterung mit Infusorien und eine sogenannte "dreckige" Aufzucht, das heißt, in einem gut eingefahrenen, stark bepflanzten Aquarium mit 3 bis 5 Zentimeter gröberem Kies und vor allem Mulm als Bodengrund.